# Cerkiew św. Dymitra Sołuńskiego w Moskwie (Sokolinaja Gora)
Cerkiew św. Dymitra Sołuńskiego – prawosławna cerkiew w Moskwie, na terenie dawnego przedmieścia Błagusza.
Obiekt został wzniesiony na przełomie XIX i XX w. z fundacji Dmitrija Jermakowa, który przekazał na ten cel ok. 100 tys. rubli. Prace budowlane koordynował metropolita moskiewski i kołomieński Włodzimierz, który w 1911 poświęcił główny ołtarz gotowej świątyni. Cerkiew pozostawała czynna do 1931, gdy obiekt przekazano NKWD i zaadaptowano na warsztat przeróbki metali szlachetnych. Rozebrano wówczas kopuły i wyższe kondygnacje dzwonnicy, zdjęto krzyże. W 1991 niemal całkowicie zrujnowany budynek zwrócono Rosyjskiemu Kościołowi Prawosławnemu. Trwają w nim prace remontowe, niemniej obiekt jest już czynny.

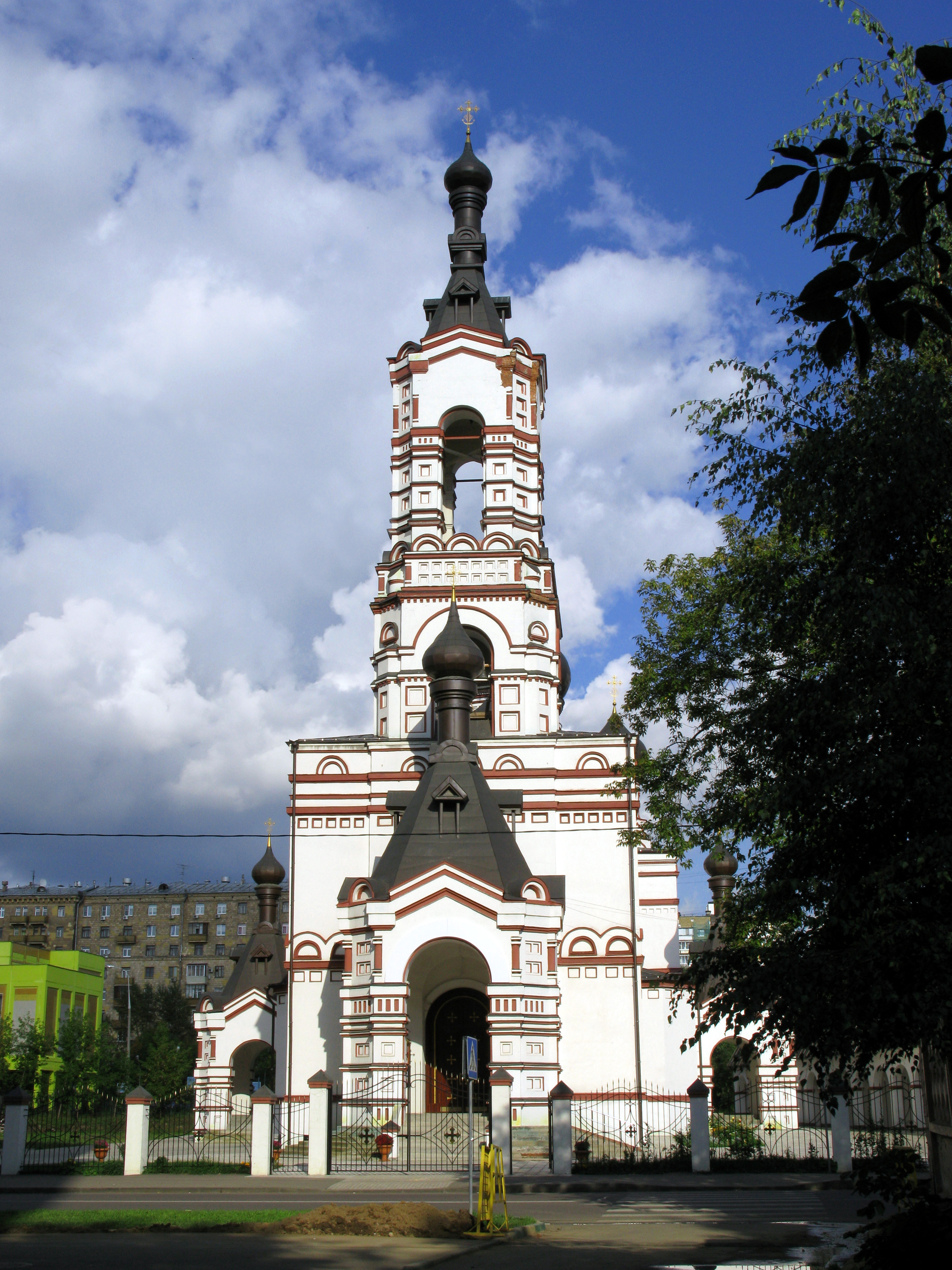
Cerkiew od frontu

Architektura cerkwi łączy elementy greckie i rosyjskie (świątyni krzyżowo-kopułowej z trójnawową bazyliką), co ma symbolicznie odwoływać się do jedności wiary patrona cerkwi – św. Dymitra z Tesaloniki (określanego przez prawosławnych tradycji słowiańskiej jako Dymitr Sołuński) oraz rosyjskiego św. Dymitra Dońskiego.